# Myrmarachne annamita
Myrmarachne annamita là một loài nhện trong họ Salticidae.
Loài này thuộc chi Myrmarachne. Myrmarachne annamita được Marek Żabka miêu tả năm 1985.